# Paldiski
Paldiski (dawnej szw. Rågervik, ros. dawnej Балтийский Порт, a dziś Палдиски i niem. Baltischport) – miasto portowe na zachodzie Estonii.

## Geografia
Paldiski leżą na półwyspie Pakri, około 52 km na zachód od Tallinna.

## Historia

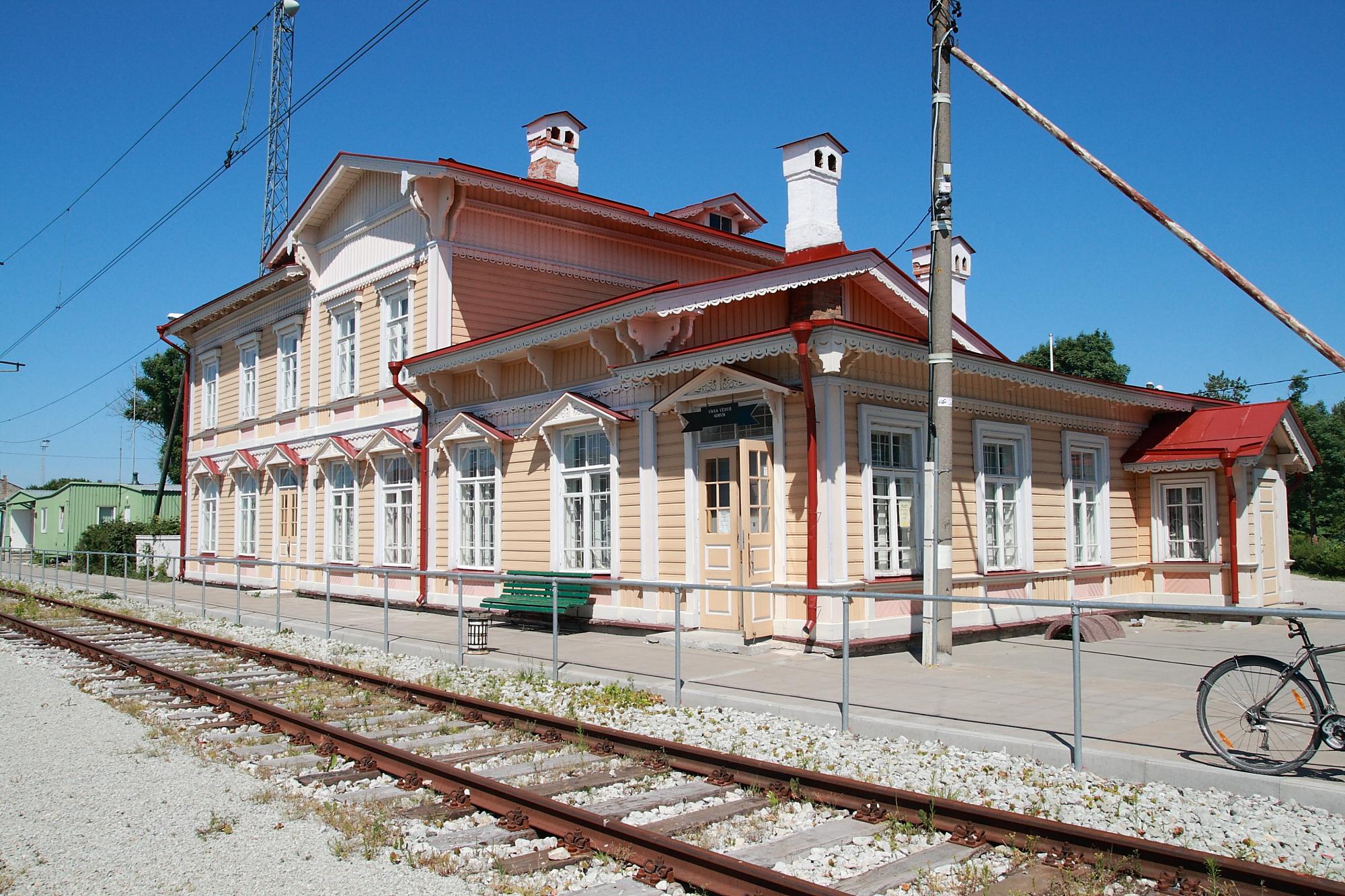
Stary drewniany dworzec w Paldiskach (2011)

W XVII wieku n.e. powstał na Pakri szwedzki port rybacki Rågervik.
Po wielkiej wojnie północnej, w której Rosjanie pokonali Szwedów, Piotr I Wielki założył tutaj nowy port, który za czasów Katarzyny I nazywano Балтийский Порт (czyli port bałtycki), skąd dzisiejsza nazwa estońska Paldiski.
W 1870 r. powstała linia kolejowa Paldiski – Tallinn – Narwa – Petersburg.
W 1724 roku na północ od miasta została wybudowana Latarnia morska Pakri. Została wzniesiona w miejscu wskazanym osobiście przez cara Piotra Wielkiego. Wpisana jest do Kultuurimälestiste Riiklik Register.

## Gospodarka

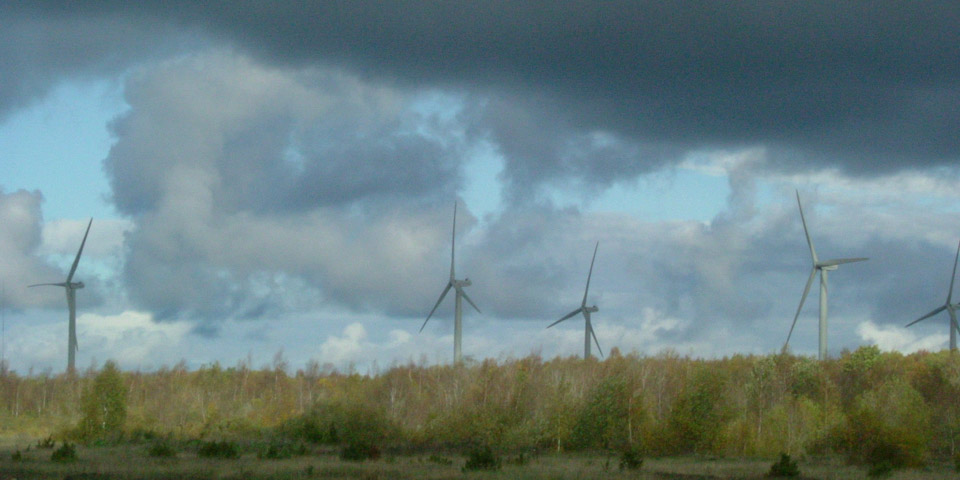
Pole turbin wiatrowych w Paldiskach

W Paldiskach znajduje się baza wojskowa estońskiej marynarki wojennej. Oprócz tego są dwa porty cywilne na peryferiach miasta: port północny i port południowy.
W mieście jest stacja kolejowa Paldiski.
Na półwyspie niedaleko miasta powstało pole turbin wiatrowych, które mają produkować 56.000 MWh energii. W 2004 roku uruchomiono farmę wiatrową Pakri, a w 2013 farmę wiatrową Paldiski.

## Zabytki
W miejscowości znajduje się stary, drewniany dworzec kolejowy oraz budynek niewielkiej cerkwi prawosławnej św. Pantelejmona.